# Patna (stad)
Patna is de hoofdstad van de Indiase deelstaat Bihar vroeger genaamd Patliputra. De stad is gelegen in het gelijknamige district Patna, aan de zuidelijke oevers van de Ganges en heeft 1.376.950 inwoners (2001).
De stad is een heilige plaats voor Sikhs en ligt in de nabijheid van een groot aantal boeddhistische pelgrimscentra, zoals Vaishali, Rajgir ofwel Rajgriha, Nalanda, Bodhgaya en Pawapuri. De Ganges is ook voor hindoes heilig. De stad is niet alleen het bestuurlijke centrum van de staat, zij is ook een belangrijk educatief, wetenschappelijk en medisch centrum. De rijke historie van de stad komt verder terug in de vele namen die de stad gedragen heeft: Pataligram, Pataliputra, Kusumpur, Pushpapura, Azimabad en tegenwoordig Patna. Griekse geschriften hebben het over Palibothra. In de 18e eeuw was Patna een centrum van de opiumhandel.

## Economie
Tegenwoordig is Patna een agrarisch centrum, waar voornamelijk graan, suikerriet, sesam en Patnarijst worden verhandeld. Verder is de stad een belangrijk handelscentrum en kent ze een sterke en groeiende dienstensector.

## Bezienswaardigheden
- Patna Museum
- Bihar Museum
- De Gurdwara Takht Sri Patna Sahib
- Dierentuin Sanjay Gandhi Jaivik Udyan
- De brug Mahatma Gandhi Setu over de rivier de Ganges
- Digha–Sonpur brug

## Bekende inwoners van Patna

### Geboren
- Ashoka (Patliputra, ca.304-232 v.Chr.), heerser van het Mauryaanse Rijk
- Aryabhata (Ashmak, 476-550), geleerde in de astronomie en wiskunde
- Goeroe Gobind Singh (1666-1708), goeroe van de sikhs
- Shatrughan Sinha (1945), acteur en politicus
- Luv Sinha (1987), acteur en politicus
- Sushant Singh Rajput (1986-2020), acteur
- Sonakshi Sinha (1987), actrice, zangeres en filantroop

### Overleden
- Chanakya (ca. 350-283 v.Chr.), adviseur en eerste minister

## Galerij

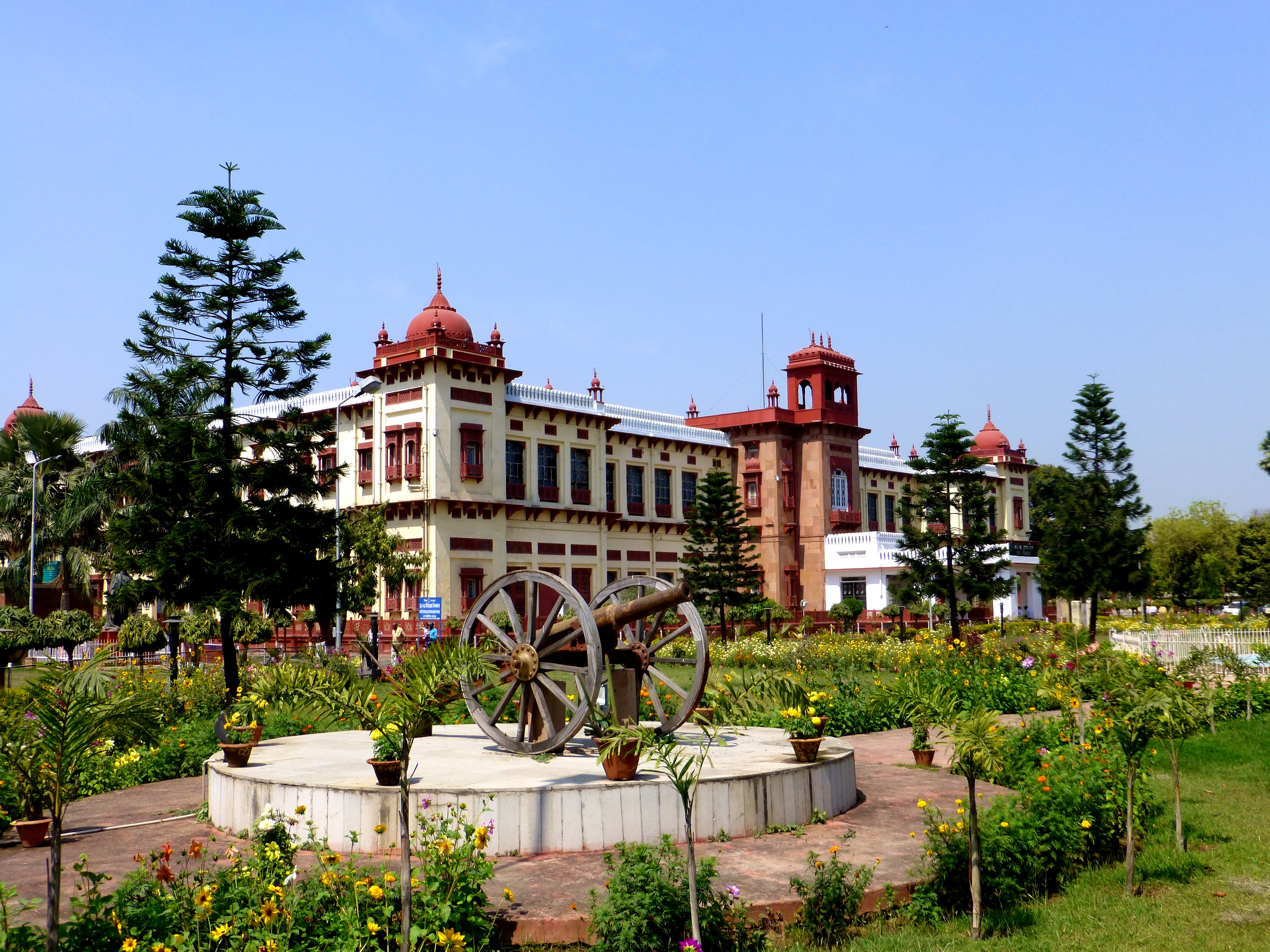
Patna Museum
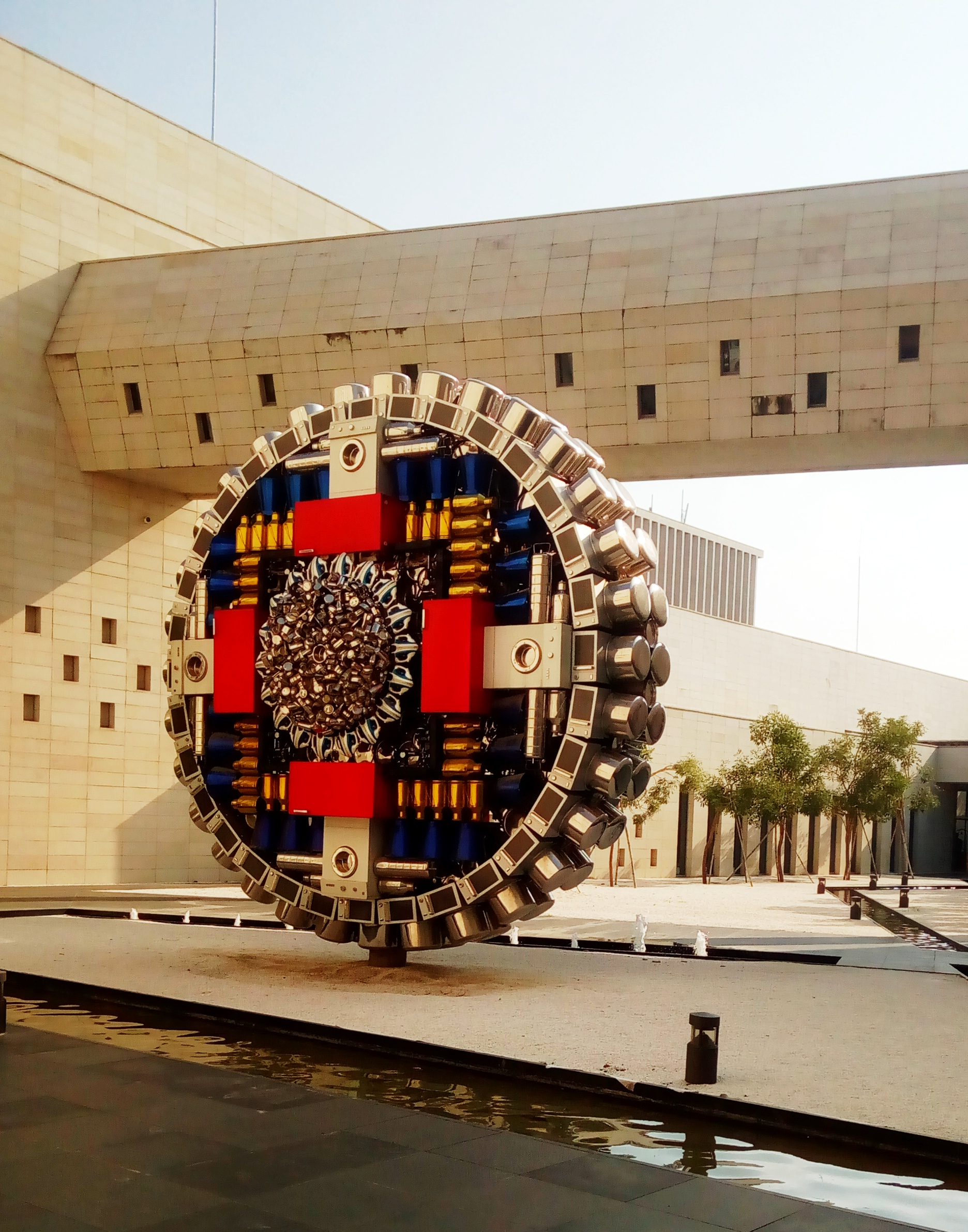
Bihar Museum
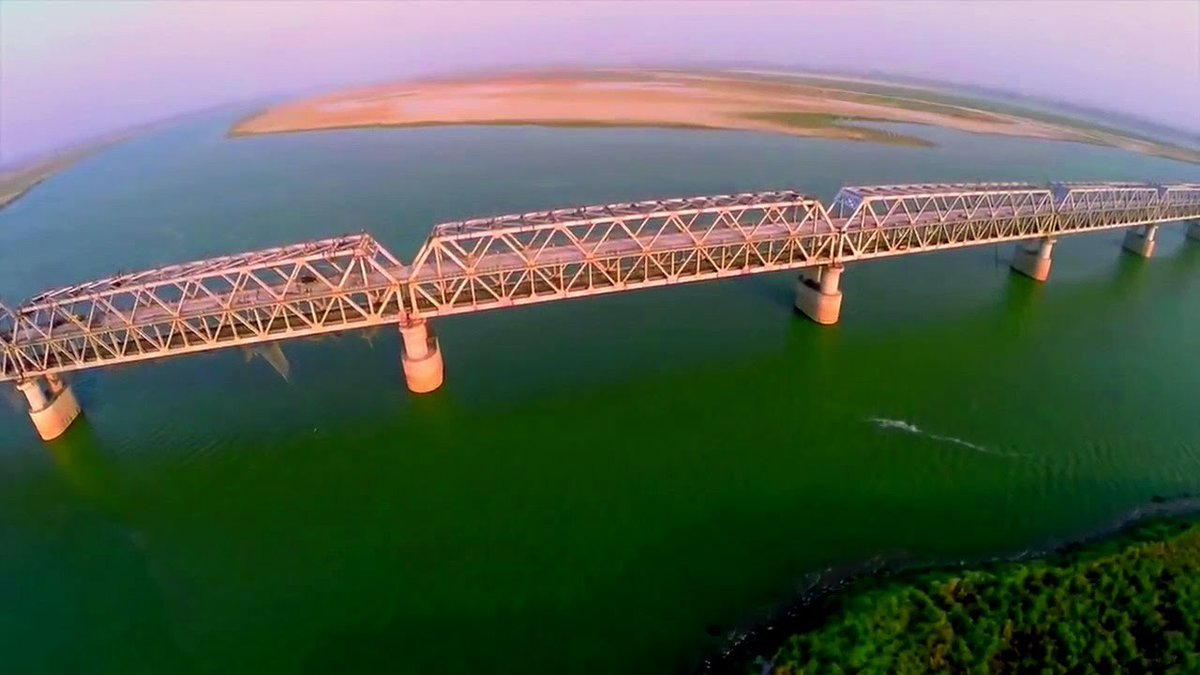
Digha-Sonpur brug
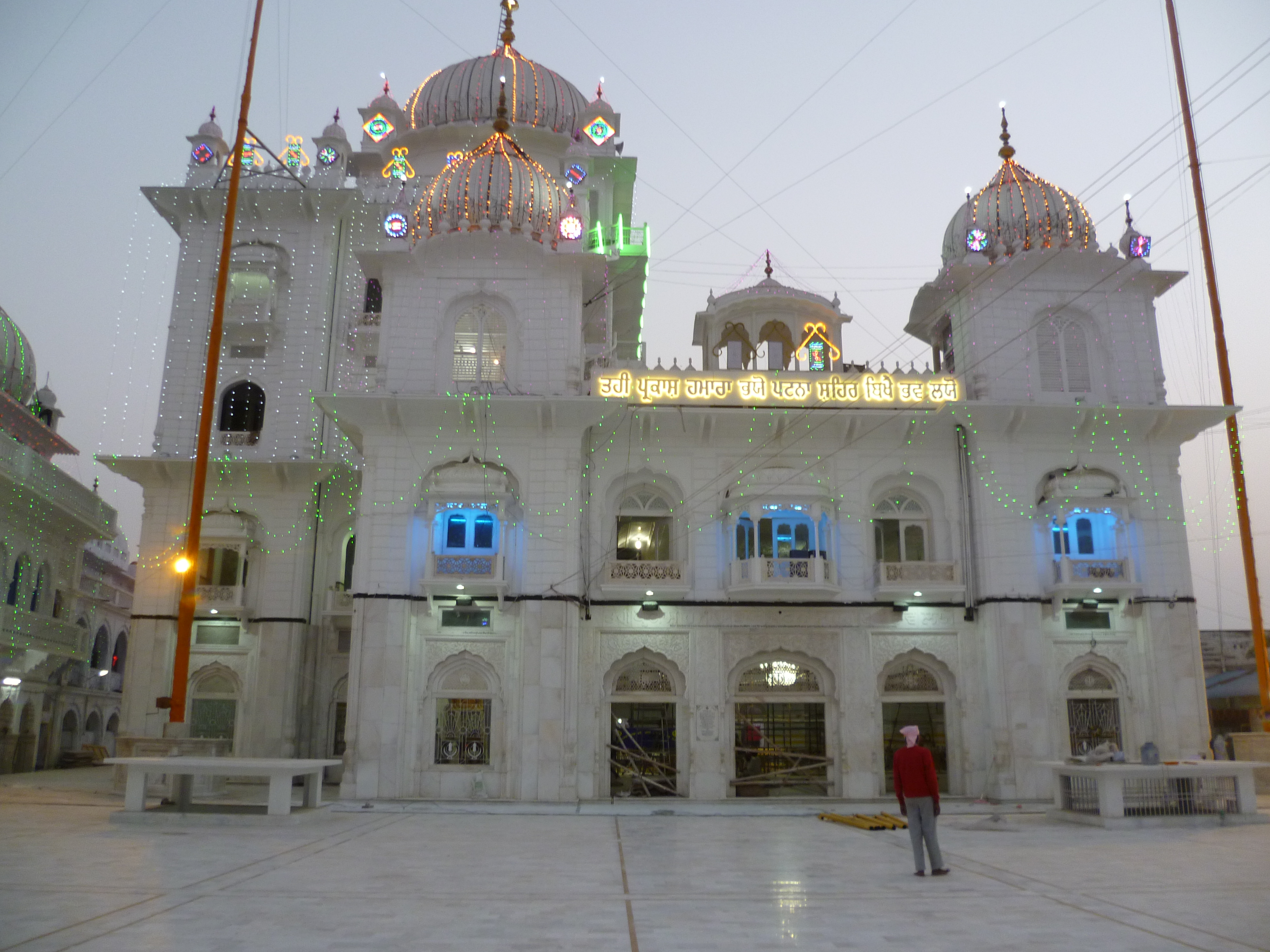
Gurdwara Takht Sri Patna Sahib